# Blue Apron
Blue Apron ist ein US-amerikanischer Anbieter von Lebensmittelpaketen, die Zutaten und Rezepte enthalten und zum Kochen an Kunden versendet werden. Das Unternehmen beliefert ausschließlich Konsumenten innerhalb der Vereinigten Staaten.

## Geschichte
Das Unternehmen wurde im August 2012 von Matt Salzberg, Ilia Papas und Matt Wadiak gegründet. Seit Ende 2014 werden alle zusammenhängenden US-amerikanischen Staaten beliefert. Seit 2015 existiert zusätzlich ein Wein-Lieferdienst, der speziell hierfür hergestellte Weine anbietet. Bis September 2016 wurden insgesamt acht Millionen Pakete versendet.
Seit 2017 wird das Unternehmen an der New Yorker Börse gehandelt, der Börsengang erfolgte mit 30 Millionen Aktien à 10 US-Dollar. Im Zeitraum zwischen Börsengang und dem 26. März 2018 verlor Blue Apron rund 81 % des Marktwerts.

## Kritik
Anbietern von Lebensmittelpaketen wird vorgeworfen, dass durch ihr Geschäftsmodell eine zusätzliche Umweltverschmutzung entstehe. Dies wird mit Verpackungsmüll, der durch einzeln verpackte Zutaten entsteht, begründet. Blue Apron entgegnet hierzu, dass es sich um biologisch abbaubare Abfälle handle und generell Lebensmittelabfälle durch die passende Portionierung deutlich reduziert werden könnten.